# Amorphophallus goetzei
Amorphophallus goetzei är en kallaväxtart som först beskrevs av Adolf Engler, och fick sitt nu gällande namn av Nicholas Edward Brown. 
Amorphophallus goetzei ingår i släktet Amorphophallus och familjen kallaväxter. Inga underarter finns listade.